# Karula
Karula (deutsch: Karolen) war eine Landgemeinde im estnischen Kreis Valga mit einer Fläche von 230 km². Sie hatte 1025 Einwohner (1. Januar 2011).
Neben dem Hauptort Lüllemäe umfasste die Gemeinde die Dörfer Kaagjärve, Karula, Kirbu, Koobassaare, Käärikmäe, Londi, Lusti, Pikkjärve, Pugritsa, Raavitsa, Rebasemõisa, Valtina und Väheru.
Besonders der Nationalpark Karula mit unberührten Wäldern, Mooren und Seen ist für Naturliebhaber interessant.
Bis 1919 gehörten das Schloss und das Gut Karolen (neben großem Land- und Forstbesitz, Mooren und Seen) der deutsch-baltischen Familie von Grote. Gegründet wurde das Gut 1741. Heinrich von Grote war der letzte Majoratsherr auf Schloss Karolen. Nach den Revolutionswirren von 1917 wurden Güter und Grundbesitz der Familie, zu dem auch weitere Güter wie Grotenhof, Kawershof, Langensee und Repsberg gehörten, vom estnischen Staat enteignet. Schloss Karolen wurde 1919 niedergebrannt. Im selben Jahr verließen Heinrich von Grote und seine Familie  das Baltikum und emigrierten über Finnland nach Deutschland.
Die deutsche Filmregisseurin und Schriftstellerin Alexandra von Grote ist eine Enkelin von Heinrich von Grote.

## Persönlichkeiten
- Vello Lind (1936–2017), Agronom und Politiker, Landwirtschaftsminister Estlands